# Nong Chok
Nong Chok (Thai: หนองจอก) is een van de vijftig districten (khet) van Bangkok, de hoofdstad van Thailand. Het telt (anno 2004) ruim 117.000 inwoners en ligt in het noordoosten van Bangkok. Nong Chok heeft een oppervlakte van 236,61 km². Aangelegen districten zijn Lat Krabang en Khlong Sam Wa.

## Geschiedenis
Het district werd opgezet in 1897 als een amphoe tijdens de regeerperiode van Rama V. De oorspronkelijke inwoners waren moslims afkomstig uit Zuid-Thailand. In 1902 werd het een deel van de nieuw opgezette provincie Min Buri. Door economische moeilijkheden in de jaren 1930 en 1931 werd de provincie Min Buri opgeheven en Nong Chok werd deel van de provincie Chachoengsao.
Tegenwoordig hoort het district bij de stadsprovincie Bangkok en bestaat de bevolking van het district voor driekwart uit moslims en iets minder dan één kwart uit boeddhisten. De agricultuur is nog steeds het belangrijkste voor de economie van Nong Chok. Rijst, groenten, fruit en vee zijn de belangrijkste producten. Nong Chok is bekend om de hanengevechten en de grote hoeveelheden vogelkooien, die aanwezig zijn in het district. In de loop van tijd zijn er veel kanalen gegraven voor zowel irrigatie als transport.

### Etymologie
Nong Chok betekent watersla (wetenschappelijke naam "Pistia stratiotes") in het Thai.

## Indeling
Het district is opgedeeld in zeven subdistricten (Khwaeng).
- Krathum Rai (กระทุ่มราย)
- Nong Chok (หนองจอก)
- Khlong Sip (คลองสิบ)
- Khlong Sip Song (คลองสิบสอง)
- Khok Faet (โคกแฝด)
- Khu Fang Nuea (คู้ฝั่งเหนือ)
- Lam Phak Chi (ลำผักชี)
- Lam Toiting (ลำต้อยติ่ง)